# Цикутоксин
Цикутоксин — це природна отруйна хімічна сполука, що виробляється декількома рослинами родини Apiaceae, включаючи болиголов водяний (вид Cicuta) і водяний краплі (Oenanthe crocata). Сполука містить полієнові, полієнові та спиртові функціональні групи та є структурним ізомером енантотоксину, який також міститься в водяній траві. Обидва вони належать до хімічного класу С17-поліацетиленів.
Це викликає смерть через параліч дихання в результаті порушення центральної нервової системи. Це потужний неконкурентний антагоніст рецептора гамма-аміномасляної кислоти (ГАМК). У людей цикутоксин швидко викликає симптоми нудоти, блювання та болю в животі, як правило, протягом 60 хвилин після прийому. Це може призвести до тремтіння, судом і смерті. LD50 (миша; i.p.) ~9 мг/кг